# 13-та паралель південної широти
13-та паралель південної широти — лінія широти, що лежить на 13 градусів південніше земної екваторіальної площини. Вона проходить через Атлантичний океан, Африку, Індійський океан, Австралазію, Тихий океан та Південну Америку.
Через паралель проходить частина кордону між Анголою та Замбією.

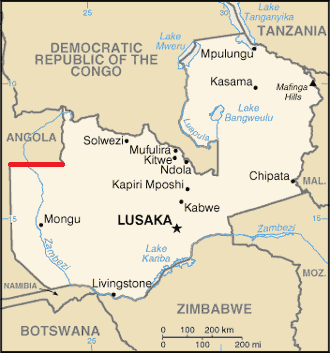
Через 13-ту паралель південної широти проходить частина кордону між Анголою та Замбією

## Список географічних об'єктів, що перетинає 13° пд. ш.
Починаючи з Гринвіцького меридіану та рухаючись на схід, 13-та паралель південної широти проходить через:
| Координати                                                   | Країна, територія або море              | Примітки                                                                                                   |
| ------------------------------------------------------------ | --------------------------------------- | --- |
| 13°0′ пд. ш. 0°0′ сх. д. / 13.000° пд. ш. 0.000° сх. д.      | Атлантичний океан                       | |
| 13°0′ пд. ш. 12°57′ сх. д. / 13.000° пд. ш. 12.950° сх. д.   | Ангола                                  | |
| 13°0′ пд. ш. 22°0′ сх. д. / 13.000° пд. ш. 22.000° сх. д.    | Становить кордон між Анголою та Замбією | |
| 13°0′ пд. ш. 24°2′ сх. д. / 13.000° пд. ш. 24.033° сх. д.    | Замбія                                  | |
| 13°0′ пд. ш. 28°49′ сх. д. / 13.000° пд. ш. 28.817° сх. д.   | ДР Конго                                | |
| 13°0′ пд. ш. 29°48′ сх. д. / 13.000° пд. ш. 29.800° сх. д.   | Замбія                                  | |
| 13°0′ пд. ш. 33°0′ сх. д. / 13.000° пд. ш. 33.000° сх. д.    | Малаві                                  | |
| 13°0′ пд. ш. 34°19′ сх. д. / 13.000° пд. ш. 34.317° сх. д.   | Озеро Ньяса                             | |
| 13°0′ пд. ш. 34°46′ сх. д. / 13.000° пд. ш. 34.767° сх. д.   | Мозамбік                                | Проходить через затоку Пемба[en]                                                                           |
| 13°0′ пд. ш. 40°35′ сх. д. / 13.000° пд. ш. 40.583° сх. д.   | Мозамбіцька протока                     | |
| 13°0′ пд. ш. 45°8′ сх. д. / 13.000° пд. ш. 45.133° сх. д.    | Франція                                 | Проходить через острів Майотта                                                                             |
| 13°0′ пд. ш. 45°9′ сх. д. / 13.000° пд. ш. 45.150° сх. д.    | Мозамбіцька протока                     | |
| 13°0′ пд. ш. 48°54′ сх. д. / 13.000° пд. ш. 48.900° сх. д.   | Мадагаскар                              | Проходить через острів Мадагаскар                                                                          |
| 13°0′ пд. ш. 49°53′ сх. д. / 13.000° пд. ш. 49.883° сх. д.   | Індійський океан                        | |
| 13°0′ пд. ш. 125°49′ сх. д. / 13.000° пд. ш. 125.817° сх. д. | Тиморське море                          | |
| 13°0′ пд. ш. 130°8′ сх. д. / 13.000° пд. ш. 130.133° сх. д.  | Австралія                               | Північна Територія — проходить через півострів Арнемленд                                                   |
| 13°0′ пд. ш. 136°39′ сх. д. / 13.000° пд. ш. 136.650° сх. д. | Затока Карпентарія                      | |
| 13°0′ пд. ш. 141°35′ сх. д. / 13.000° пд. ш. 141.583° сх. д. | Австралія                               | Квінсленд — проходить через півострів Кейп-Йорк                                                            |
| 13°0′ пд. ш. 143°31′ сх. д. / 13.000° пд. ш. 143.517° сх. д. | Коралове море                           | Проходить північніше островів Торрес[en], Вануату                                                          |
| 13°0′ пд. ш. 167°47′ сх. д. / 13.000° пд. ш. 167.783° сх. д. | Тихий океан                             | Проходить північніше острова Увеа, Волліс і Футуна                                                         |
| 13°0′ пд. ш. 76°30′ зх. д. / 13.000° пд. ш. 76.500° зх. д.   | Перу                                    | |
| 13°0′ пд. ш. 68°58′ зх. д. / 13.000° пд. ш. 68.967° зх. д.   | Болівія                                 | |
| 13°0′ пд. ш. 62°47′ зх. д. / 13.000° пд. ш. 62.783° зх. д.   | Бразилія                                | Рондонія — приблизно на 3 км                                                                               |
| 13°0′ пд. ш. 62°46′ зх. д. / 13.000° пд. ш. 62.767° зх. д.   | Болівія                                 | Приблизно на 12 км                                                                                         |
| 13°0′ пд. ш. 62°39′ зх. д. / 13.000° пд. ш. 62.650° зх. д.   | Бразилія                                | Рондонія Мату-Гросу Гояс Токантінс Гояс Токантінс Гояс Баїя — проходить через острів Ітапаріка та Салвадор |
| 13°0′ пд. ш. 38°26′ зх. д. / 13.000° пд. ш. 38.433° зх. д.   | Атлантичний океан                       | |